# Charmaine Dean

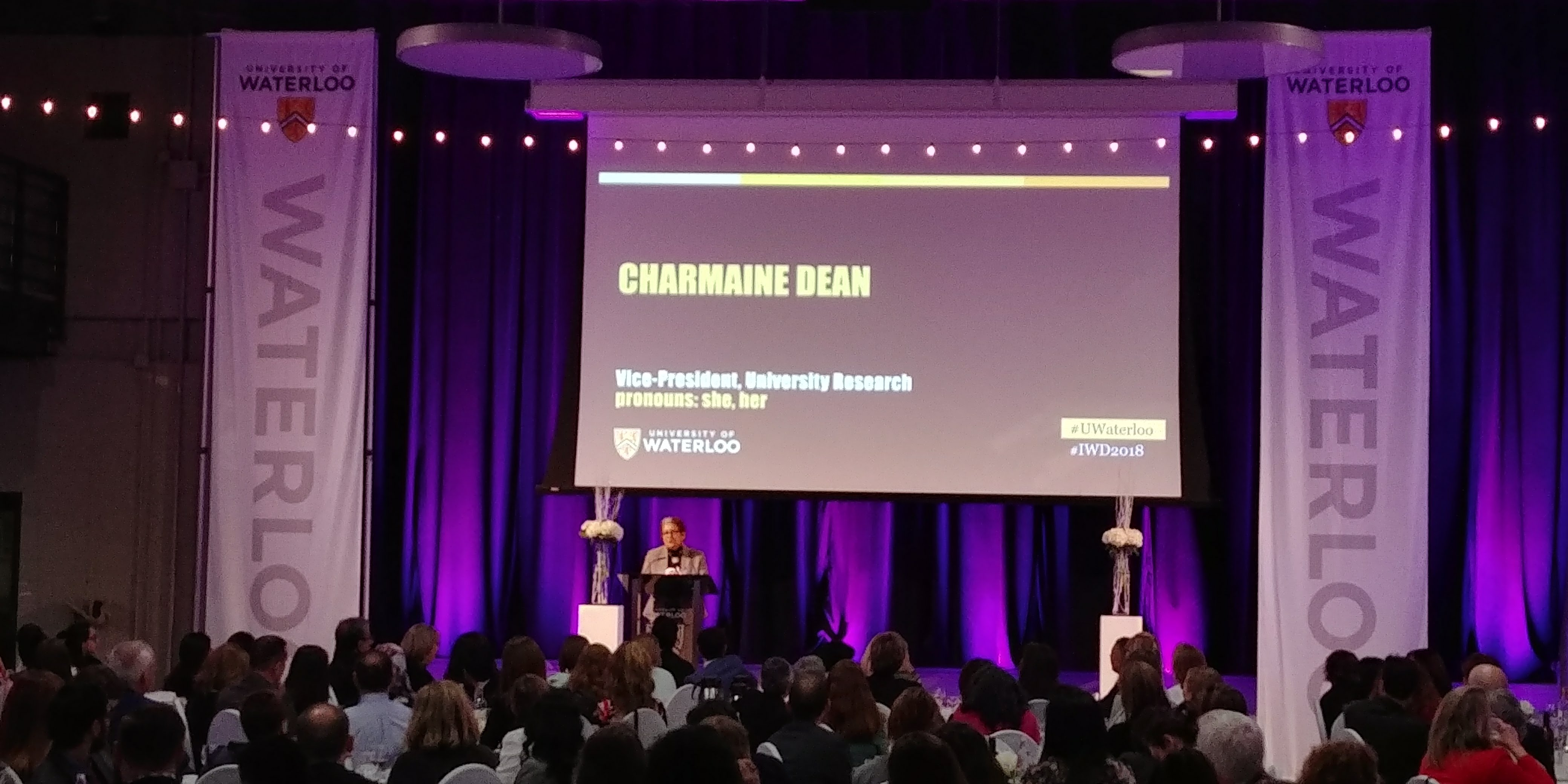
Charmaine Dean am Internationalen Frauentag der University of Waterloo

Charmaine B. Dean (* 1958 in San Fernando (Trinidad und Tobago)) ist eine trinidadisch-kanadische Mathematikerin und Hochschullehrerin. Sie wurde 2017 zur Vizepräsidentin für Forschung an der University of Waterloo ernannt.

## Leben und Werk
Dean wanderte mit 19 Jahren nach Kanada aus und studierte Mathematik an der University of Saskatchewan, wo sie 1980 den Bachelor of Science mit Auszeichnung erwarb. Sie studierte dann an der University of Waterloo und erwarb 1984 einen Master-Abschluss. Sie promovierte dort 1988 bei dem Professor für Statistik Jerry Lawless mit der Dissertation: Mixed Poisson Models and Regression Methods for Count Data.
Anschließend forschte sie an der University of Calgary, arbeitete 1989 an der Simon Fraser University und wurde 2001 dort Gründungsvorsitzende der Abteilung für Statistik und Versicherungslehre. 2002 war sie Präsidentin der International Biometric Society und 2007 der Statistical Society of Canada. Sie wurde Burnaby Mountain Research Chair an der Simon Fraser University, bevor sie 2011 als Dekanin der Wissenschaft an die University of Western Ontario wechselte. 2017 wurde sie Vizepräsidentin für Forschung an der University of Waterloo.
Dean wurde 2007 als Fellow der American Statistical Association gewählt und 2010 als Fellow der American Association for the Advancement of Science. Sie ist außerdem gewähltes Mitglied des International Statistical Institute und Fellow des Institute of Mathematical Statistics. Sie arbeitet im Aufsichtsrat des Canadian Institute for Climate Choices. Ihre Forschungsinteressen liegen unter anderem in der Entwicklung von Methoden zur Kartierung von Krankheiten, Längsschnittstudien, dem Design klinischer Studien und räumlich-zeitlichen Analysen, Auswirkungen des Klimawandels auf Waldbrände.

## Auszeichnungen
Sie erhielt die Alumni-Leistungsmedaille der University of Waterloo und 2003 den CRM-SSC-Preis für Statistik des Centre de Recherches Mathématiques und der Statistical Society of Canada. 2012 erhielt sie den kanadischen High Commission Award von Trinidad & Tobago und 2023 die Goldmedaille der Statistical Society of Canada.